# Ein Mann für alle Fälle
Ein Mann für alle Fälle ist eine dreiteilige Fernsehserie aus den Jahren 1978 und 1979 mit Harald Juhnke in der Hauptrolle. Er spielt den Schauspieler Frank Engelmann, der binnen fünf Jahren das europaweit agierende Unternehmen mit über 2000 Mitarbeitern „Ein Mann für alle Fälle, Frank Engelmann KG“ aufgebaut hat, welches in einem Bürohochhaus residiert und bei dem man Männer mit Aussehen und Fähigkeiten nach Wunsch für alle erdenklichen Gelegenheiten buchen kann.
In der Serie wird der Anfang des Unternehmens bis zur Einstellung des ersten Mitarbeiters in drei Varianten gezeigt, wobei die Erzählungen jeweils mit Einspielfilmen bebildert werden.

## Episoden

### Folge 1
Eine Tageszeitung druckt eine Serie über die Engelmann KG, hat aber bereits im ersten Artikel zahlreiche Dinge falsch dargestellt. Daraufhin greift der Chef zum Diktiergerät, um alle weiteren Artikel selber zu verfassen. Engelmann beschreibt sich als erfolgloser Schauspieler ohne Engagement, der sich mit einer Zeitungsannonce 24 Stunden am Tag als Mann für alle Fälle anbietet. Die ersten Aufträge waren wenig lukrativ, etwa als Sandwichman in der Fußgängerzone umherlaufen oder auf einem Tandem mitfahren. Das änderte sich mit einem Anruf vom Zirkus, wo Miss Elvira für die Proben Ersatz für ihren ausgefallenen Partner benötigte, er müsse praktisch nur herumstehen. Miss Elvira stellte sich dann als Messerwerferin heraus.
Die Rentnerin Elfriede Büttner bat Engelmann um die Verwahrung einer verschossenen Kassette. Angeblich, weil ihre Erbin Betty, bei der sie wohnt, vorzeitig an den Inhalt, nämlich wertvollen Familienschmuck gelangen wollte. Tatsächlich aber, weil nur ein Stein und wertlose Aktien enthalten waren. Engelmann entdeckte zufällig den Inhalt und überdies, dass die Aktien inzwischen wertvoll geworden waren.
Der Dressmann Angelo benötigte jemanden zur Vertretung bei einer Modeschau. In Publikum winkte Engelmann eine Dame zu, die in der Pause dann so tat, als handele es sich um eine verflossene Beziehung. Dies bekam ihr Mann mit, der Engelmann schließlich angriff. Außerdem kam Christa, Engelmanns zukünftige Frau zu Besuch. Ihr behagte die Nähe zu den Mannequins nicht. Um weiteren Kontakt mit anderen Frauen zu vermeiden, schlug sie vor, Engelmann solle wieder Schauspieler werden: In einer Inszenierung von Carlos Althoff wäre die Hauptrolle in Hamlet noch zu besetzen. Diese Rolle war schon immer Engelmanns Traum gewesen, aber es handelte sich um ein Regisseur, den die Schauspieler verehrten, der jedoch beim Publikum nicht ankam. Als Engelmann in der ersten Probe hörte, das Werk zu erarbeiten würde drei Monate in Anspruch nehmen und er solle überdies nackt auftreten, wendete er sich wieder seinem Unternehmen zu. Christa schlug daraufhin vor, er solle mehrere Dutzend Mitarbeiter einstellen, in der Hoffnung, dass keine Zeit mehr für eigene Aufträge bleibe.

### Folge 2
Diesmal besucht Frau Schöne, eine Reporterin des Abendblatts, Frank Engelmann, um einen Bericht über das Unternehmen zu veröffentlichen. Engelmann fragt die Reporterin, mit wem sie gerne ausgehen würde, gibt die Wünsche per Fernbedienung in den Computer ein und wenige Sekunden später erscheint zu ihrer Verblüffung exakt der gewünschte Mann im Büro. Dann führt Engelmann per Überwachungskameras durch das Unternehmen, mit Schwarzweißbildern von den Ausbildungsstätten für Gesellschaftstanz und Selbstverteidigung, Fitnessraum, Sportstudio, Bibliothek, Garderobe sowie ärztlicher Untersuchung auf Diensttauglichkeit.
Auf Frau Schönes Frage, wie Engelmann auf die Idee gekommen ist, spricht dieser von einer erfolglosen Karriere als Schauspieler, einer zweiten Karriere als Sänger in einem Nachtclub, dessen Besitzer aber wegen Steuerschulden schließen musste und schließlich von seinen ersten Fällen.
Engelmann begleitete eine Frau auf die Pferderennbahn, wobei sie ihn und alle Auslagen mit einem „todsicheren Tip“ bezahlen wollte. Er verwechselte die Reihenfolge der Pferde, worüber die Frau so verärgert war, dass die beiden sich trennten. Mit dem Außenseiter-Tip gewann Engelmann aber 26150 DM und richtete davon ein Büro mit Sekretärin ein.
Dann wünschte eine durchtrainierte Frau einen Partner für den Frühsport im Wald, weil sie sich dort alleine fürchtete, was Engelmann wegen des frühen Aufstehens und dem anschließenden Muskelkater nicht behagte.
Ein Gartenzwerg-Produzent hatte per Handschlag einen Auftrag aus Kawanistan über 100000 Figuren abgeschlossen. Für den erforderlichen Kredit wollte sich Prinz Ahmed persönlich bei den Bankdirektoren vorstellen, was wegen eines Attentats dann Engelmann als Scheich verkleidet übernahm.
Auf die Frage nach dem interessantesten Fall antwortet Engelmann mit einer Frau, die einen Ehemann benötigte, da sie auf einen Klassentreffen mit einem solchen angegeben hatte und nun eine Schulfreundin zu Besuch käme. Der Auftrag führte letztendlich zur Heirat.

### Folge 3
Frank Engelmann kommt direkt von einem Geschäftstermin aus London ins Büro, wo ihn seine Sekretärin an das dringend erwartete Manuskript für die Zeitung erinnert. So greift er sofort zum Diktiergerät, um die Historie seines Unternehmens aufzunehmen.
Engelmann habe 22-mal einen Opernbesuch begleitet, 15-mal einen Theaterbesuch und 12-mal einen Konzertbesuch, er sei achtmal Partner beim Schach gewesen und zweimal beim Bridge sowie einmal dritter Mann beim Skat.
Da Engelmanns Sekretärin in ihn verliebt war, hielt er es für eine gute Idee, ihr erst bei der Vorstellung des ersten Mitarbeiters zu eröffnen, dass er eine Kundin heiraten werde. Die Sekretärin rächte sich mit dem Auftrag für eine Flugbegleitung. Die „wilde Thea“ wollte mit einem Sportflugzeug nicht allein zu ihrem Friseur fliegen. Sie griff versehentlich zu Beruhigungspillen und schlief im weiteren Verlauf ein, so dass Engelmann mit Hilfe der Luftaufsicht alleine landen musste.
Silvia Rath, die wohlhabende Tochter eines bekannten Hähnchen-Verkäufers wollte bei einer Reise an die Côte d’Azur begleitet werden. Dort verweilte ihr ehemaliger Freund, der auf ihrem neuen Partner neidisch werden sollte. Engelmann verspielte anschließend sein Honorar im Casino und musste deswegen per Anhalter vier Tage lang nach Hause fahren. Dort erfuhr er von der Kündigung seiner Sekretärin mitsamt des ersten Mitarbeiters. So musste Engelmann den nächsten Fall wieder selber übernehmen: Der Bremser des Viererbobs Deutschland 2 Sepp Stadlinger wollte bei der Weltmeisterschaft in Berchtesgaden zwischen erstem und zweitem Durchlauf mit der Frau des Trainers Sex haben und in dieser Zeit sollte Engelmann ihn vertreten. Als der Bob unerwartet schnell wieder an die Reihe kam, musste Engelmann mitfahren. Seiner zukünftigen Frau hatte er erzählt, dass er beim Skifahren sei. Da sie überraschend ihren Besuch ankündigte, legte er sich ein Gipsbein zu, damit nicht auffiel, das er gar nicht Skifahren konnte. Als er sich dann am Fenster hochzog, um seine Frau beim Training mit den Skilehrer zu beobachten, stürzte er und besaß nun ein wirkliches Gipsbein. So musste er damit zum Standesamt humpeln.

## Titelmusik
Die Titelmusik kommt im zweiten Teil mit Text vor, als Frank Engelmann in einem Nachtclub auftritt. Ein Mann für alle Fälle hat Harald Juhnke auch in mehreren Shows vorgetragen und ist auf der gleichnamigen LP erschienen.

## Drehorte
Die Serie wurde größtenteils in Berlin gedreht, der Abflug mit der „wilden Thea“ allerdings auf einen südfranzösischen Flugplatz, wobei man es vermied, Schriftzüge zu zeigen.

## Erstausstrahlung
Die Folgen wurden zu folgenden Terminen gesendet:
| Folge | ZDF        | ZDF       |
| Folge | Datum      | Zeit      |
| ----- | ---------- | --------- |
| 1     | 27.07.1978 | 19.30 Uhr |
| 2     | 29.03.1979 | 19.30 Uhr |
| 3     | 03.05.1979 | 19.30 Uhr |